# Alopecosa sibirica
Alopecosa sibirica är en spindelart som först beskrevs av Kulczynski 1908.  Alopecosa sibirica ingår i släktet Alopecosa och familjen vargspindlar. Inga underarter finns listade i Catalogue of Life.